# فرودگاه شهری گریت بند
فرودگاه شهری گریت بند (به انگلیسی: Great Bend Municipal Airport) (به زبان بومی: Great Bend AAF) یک فرودگاه همگانی ۱۹۱۴۶ با کد یاتا GBD است . این فرودگاه در کشور ایالات متحده آمریکا قرار دارد و در ارتفاع ۵۷۵ متری از سطح دریا واقع شده‌است.